# Fissidens dalamair
Fissidens dalamair là một loài Rêu trong họ Fissidentaceae. Loài này được H. Akiy. mô tả khoa học đầu tiên năm 1993.